# Villa Los Aromos
Villa Los Aromos (también conocida como Los Aromos) es una localidad situada en el Departamento Santa María, provincia de Córdoba, Argentina.
Se encuentra situada sobre la ruta provincial RP 5 y a la vera del río Anisacate, a 49 km de la ciudad de Córdoba.
El 6 de enero de 2007, la villa sufrió una gravísima inundación, que destruyó casas, puentes, diques y otras construcciones y que llevó a que se declarara la emergencia comunal.
La fiesta patronal se celebra el día 7 de octubre.

## Historia[1]

### Contexto Precolonial y Colonial
El área de Villa Los Aromos formaba parte de los territorios habitados por pueblos originarios, específicamente los comechingones.
A partir de 1573, con la fundación de la ciudad de Córdoba, comenzaron las expediciones de reconocimiento y empadronamiento para establecer encomiendas en los valles cercanos, incluido el río Anisacate.
En 1574, las tierras alrededor del río Anisacate empezaron a ser controladas por encomenderos, aunque los pueblos originarios ofrecieron resistencia.
En 1628, el Convento de Santa Teresa adquirió la Estancia de Anisacate, que abarcaba gran parte de lo que hoy es Villa Los Aromos. En 1685, estas tierras fueron delimitadas formalmente.

### Transición de Propiedades y Desarrollo Inicial
En 1771, la Junta de Temporalidades remató la Estancia de Anisacate, que fue adquirida por José Rodríguez.
Posteriormente, en 1796, las tierras pasaron a manos de Victoriano Rodríguez y, más tarde, en 1810, a Santiago de Liniers, quien fue fusilado ese mismo año. En 1820, José Manuel Solares adquirió la propiedad.
Solares, un destacado promotor del desarrollo educativo, administró las tierras hasta su fallecimiento en 1862.

### Formación de Villa Los Aromos
En 1888, parte de las tierras fue vendida a Cruz Oviedo, cuya familia inició la subdivisión y venta de terrenos.
En 1944, Virginio Rudellat, representante de la firma Rudellat y Compañía, adquirió sectores clave, incluidos los terrenos conocidos como "Palos Amarillos" y "Cerro de la Usina". Este loteo marcó el inicio de la urbanización moderna.
Durante las décadas de 1940 y 1950, los lotes se comercializaron principalmente a residentes de Buenos Aires y Santa Fe, quienes construyeron casas y chalets con un estilo sencillo.

### Infraestructura y Vida Social
En 1957, se construyó un vado que conectó Villa Los Aromos con la ruta nacional 36 (actual ruta provincial 5), mejorando significativamente la comunicación y el transporte.
Las primeras comisiones vecinales se formaron en 1955, lideradas por pioneros como Virginio Rudellat, Ángel Rubio y otros vecinos comprometidos con el desarrollo de la localidad.
La infraestructura siguió mejorando con proyectos comunitarios, como la construcción de un refugio en 1964 y gestiones para levantar un puente sobre el río Anisacate.

### Urbanización y Expansión
La villa creció en dos sectores principales: el sector A (zona inicial de loteo) y el sector B (Isla La Bolsa). Ambos sectores mantuvieron características urbanísticas destacadas, como amplios terrenos y acceso a servicios básicos.
Durante este periodo, la villa se consolidó como un destino residencial y turístico, atrayendo tanto a habitantes permanentes como a visitantes temporales.
En homenaje a Virginio Rudellat, se erigió un monolito en 1964, aunque este fue derribado por una creciente del río en 1975.

## Geografía

### Población
Cuenta con 1546 habitantes (Indec, 2022), lo que representa un incremento del 9.21% frente a los 1378 habitantes (Indec, 2010) del censo anterior. Integra el aglomerado denominado Anisacate - Villa La Bolsa - Villa Los Aromos que cuenta con una población de 14 175 habitantes (Indec, 2022).
| Gráfica de evolución demográfica de Villa Los Aromos entre 1991 y |
|                                                                   |
| Fuente: Censos nacionales del INDEC                               |

### Sismicidad
La sismicidad de la región de Córdoba es frecuente y de intensidad baja, y un silencio sísmico de terremotos medios a graves cada 30 años en áreas aleatorias. Sus últimas expresiones se produjeron:
- 22 de septiembre de 1908 (116 años), a las 17.00 UTC-3, con 6,5 Richter, escala de Mercalli VII; ubicación 30°30′0″S 64°30′0″O / -30.50000, -64.50000; profundidad: 100 km; produjo daños en Deán Funes, Cruz del Eje y Soto, provincia de Córdoba, y en el sur de las provincias de Santiago del Estero, La Rioja y Catamarca[3]

- 16 de enero de 1947 (78 años), a las 2.37 UTC-3, con una magnitud aproximadamente de 5,5 en la escala de Richter (terremoto de Córdoba de 1947)[2]

- 28 de marzo de 1955 (70 años), a las 6.20 UTC-3 con 6,9 Richter: además de la gravedad física del fenómeno se unió el desconocimiento absoluto de la población a estos eventos recurrentes (terremoto de Villa Giardino de 1955)

- 7 de septiembre de 2004 (20 años), a las 8.53 UTC-3 con 4,1 Richter

- 25 de diciembre de 2009 (15 años), a las 21.42 UTC-3 con 4,0 Richter

## Economía
La principal actividad económica es el turismo, debido a sus numerosos balnearios, sus festivales y sus paseos.
Se pueden realizar en la localidad cabalgatas, senderismo y ciclismo de montaña.
La infraestructura turística de la villa se compone por cuatro hoteles, varios departamentos, casas en alquiler, y un camping.
Villa Los Aromos posee diversos balnearios de atractivo turístico sobre el río Anisacate, los más conocidos son "Los Patos" y "La Cascada". Cuenta además con algunos puntos de interés, como por ejemplo la plaza Fellino Miotti y una antigua Usina ubicada al costado del río.